# 광해군 내외 및 상궁 옷
광해군 내외 및 상궁 옷(光海君 內外 및 尙宮 옷)은 경상남도 합천군 가야면, 해인사에 있는 조선시대의 복식 유물이다. 1965년 10월 12일 대한민국의 국가민속문화재 제3호로 지정되었다.

## 개요
조선시대 광해군(재위 1608∼1623)과 그의 비(妃) 유씨, 그리고 궁중의 정5품 상궁이 입었던 의복 4점이다. 1965년 해인사 장경판고(藏經板庫)를 수리할 때 남쪽 지붕 아래 구멍에서 건물 완공에 대한 기록과 상궁의 이름이 적힌 명단이 이 의복들과 함께 발견되었다. 발견된 의류는 담청색 직령 1점, 백삼 1점, 홍삼 1점, 자주저고리 1점 등 4점이다.
이 의복들은 재봉질 못지 않은 정교한 바느질 솜씨를 보여주고 있는데, 당시 세련되었던 바느질법의 한 단면을 보여 주고 있으며, 조선 중기의 의복 습관을 잘 나타내고 있어 복식 연구에 중요한 자료가 되고 있다.

## 같이 보기
- 조선 광해군

## 참고 자료
- 광해군 내외 및 상궁 옷 - 국가유산청 국가유산포털